# Мэнкетчер

Мэнкетчер
(в верхнем ряду четвёртый слева, без древка)

Мэнкетчер (англ. man catcher — букв. «человеколов», «человекохват») — английский боевой ухват. Применялся в Европе до XVIII века.
Представлял собой насаженный на древко ухватообразный наконечник, отличавшийся гибкими «рогами», нередко усеянными шипами.
С помощью человеколова можно было захватить и удерживать противника. Поэтому это оружие использовалось, например, когда надо было спе́шить вражеского всадника или задержать преступника.